# Sopwith L.R.T.Tr.
El Sopwith Long Range Tractor Triplane (L.R.T.Tr.) fue un prototipo de caza de escolta triplano de largo alcance británico de tres asientos de la Primera Guerra Mundial. Su diseño inusual tenía una pequeña góndola de artillero montada en el ala superior para darle un campo de tiro completo. Sólo se construyó un ejemplar, ya que otros cazas más pequeños resultaron más prácticos.

## Diseño y desarrollo
A principios de 1916, el Ministerio de Guerra británico elaboró una especificación para un caza de escolta multiplaza propulsado por uno de los nuevos motores Rolls-Royce Eagle, destinado a proteger a las formaciones de bombarderos de los cazas alemanes, con una función adicional de destrucción de los dirigibles enemigos. Si bien la especificación no requería alta velocidad, un buen campo de tiro para sus armas era esencial, mientras que el papel secundario anti zepelines exigía una autonomía de al menos siete horas.
Se realizaron pedidos de prototipos a Armstrong Whitworth (el F.K.6), Sopwith y Vickers (el F.B.11). Los tres diseños estaban impulsados por la necesidad de proporcionar amplios campos de tiro en ausencia de un mecanismo de sincronización eficaz que permitiera disparar de forma segura las armas a través del disco de la hélice.
La propuesta de Sopwith fue modificada a partir de un diseño existente de un triplano biplaza, con una góndola para un artillero añadida al ala superior. Tenía alas de cuerda estrecha de tres vanos, con la aerodinámica góndola que albergaba al artillero superior, que estaba armado con una ametralladora Lewis, construida alrededor de la sección central del ala superior. Se instalaron alerones en todas las alas y aerofrenos en el ala inferior. El profundo fuselaje albergaba al piloto y a un segundo artillero para proteger la cola del avión. Se instalaron ruedas de equilibrio muy por delante de las ruedas principales del avión, para evitar que el mismo capotara, ya que el artillero superior sería extremadamente vulnerable si esto sucediese.
El prototipo, que recibió el sobrenombre de "Egg-Box" (Caja de Huevos), voló a finales de 1916. No se desarrolló más, al haber cazas más pequeños equipados con mecanismos de sincronización, como el 1½ Strutter de Sopwith, ya disponibles, siendo abandonados todos los cazas de escolta triplaza propuestos.

## Especificaciones (L.R.T.Tr.)
Referencia datos: War Planes of the First World War:Volume Two Fighters 

### Características generales
- Tripulación: Tres (un piloto y dos artilleros)
- Longitud: 10,7 m (35,2 ft)
- Envergadura: 16,1 m (52,8 ft)
- Planta motriz: 1× motor lineal V12 refrigerado por agua Rolls-Royce Eagle.
  - Potencia: 190 kW (262 HP; 258 CV)

### Rendimiento
- Velocidad máxima operativa (Vno): 172 km/h (107 MPH; 93 kt) (aproximadamente)[10]

### Armamento
- Ametralladoras: 

  - 1x Lewis de 7,7 mm flexible en la góndola
  - 1x Lewis de 7,7 mm flexible en la cabina trasera

## Aeronaves relacionadas

### Aeronaves similares
- Armstrong Whitworth F.K.6
- Vickers F.B.11